# Michelle Thorne
Michelle Thorne (Bristol, Inglaterra; 2 de agosto de 1979) es una actriz pornográfica, modelo erótica y de glamour y directora británica.

## Biografía
Su carrera en la industria pornográfica comenzó en 1999, a los 20 años de edad, debutando en las películas All Amateur: Girls of the UK y White Panty Chronicles 13. Como actriz ha trabajado con productoras tanto británicas, europeas y estadounidenses, como Private, Bluebird Films, Digital Playground, Pumpkin Media, Brazzers, Adam & Eve, Pleasure, Metro, o Extreme Associates, entre otras. Cuenta también con una productora propia llamada Bombchelle Productions.
En agosto de 2005, la BBC la nombró "una de las caras más conocidas en la industria porno británica y una de las mejores actrices" del país. Thorne, además de su faceta como actriz, ha realizado guiones y dirigido sus propios trabajos.
En 2005, Thorne apareció como concursante en la segunda temporada de The X Factor.
También ha aparecido en producciones convencionales, entre ellas el programa de humor en televisión Brainicac: Science Abuse, en el que participó en nueve episodios; así como actriz de doblaje de voz en la película de anime Bondage Mansion (2001) y como actriz en las películas televisivas Sacred Flesh y Probable Cause.
En 2010, pocos meses después de casarse con su entonces marido Dean Powell, este la atacó y amenazó con un cuchillo de cocina. El resultado de la lucha llevó a Thorne a ser llevada al hospital con diversas heridas, así como el padre de esta, que fue golpeado por su yerno y tuvo una hemorragia nasal derivado de los mismos. Powell fue encontrado culpable de violencia de género y condenado a 28 meses de cárcel.
Ha rodado más de 190 películas como actriz.
Alguno de sus trabajos son Addiction, British Heat, Copz, Domination, Gym And Juice, Informers, Moms In Control 9, Parking Assistance, Secret Garden, Titney Spheres o Wicked Ones.